# Tanzania Tea Authority

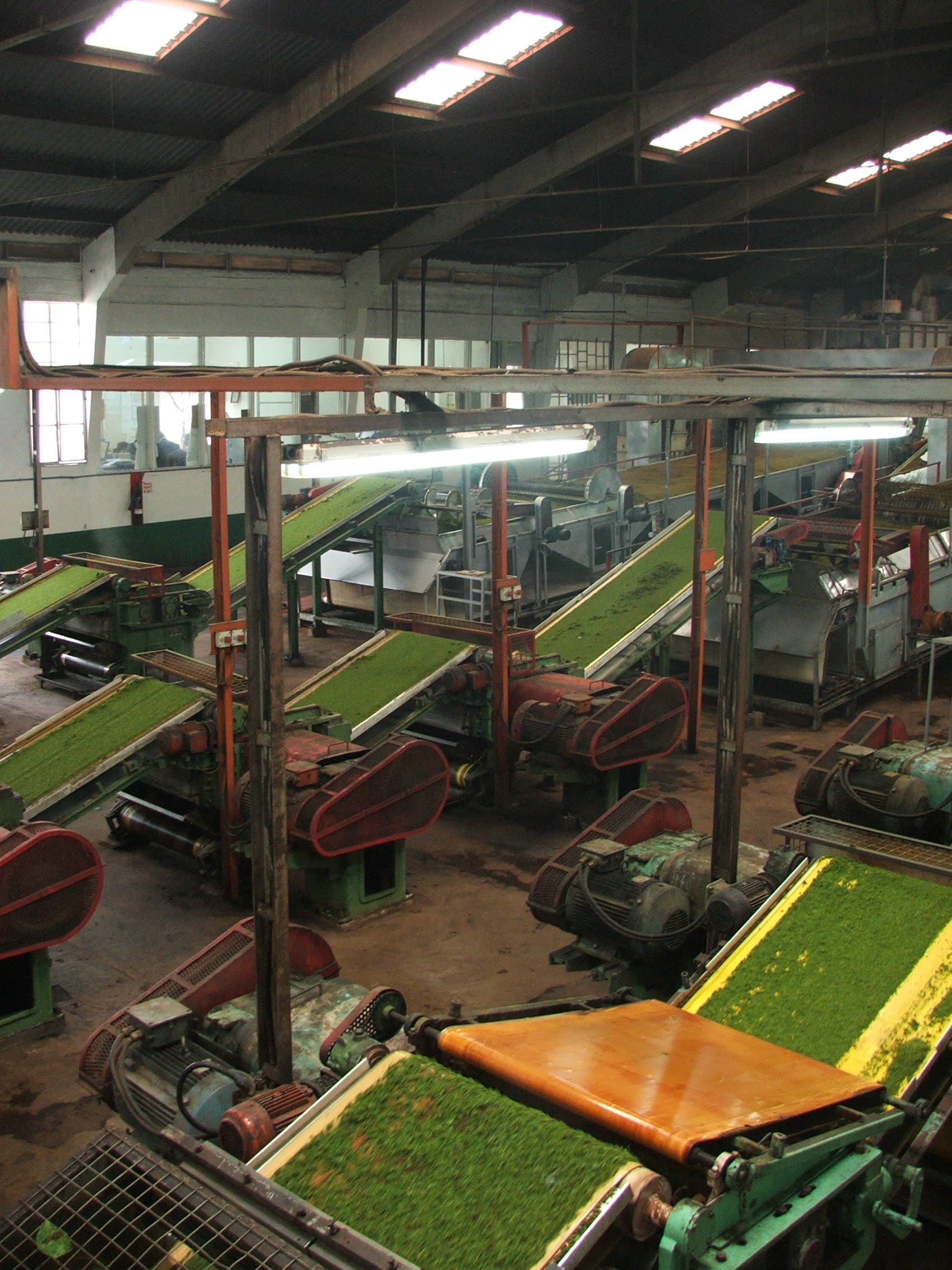
In einer Teefabrik in Tansania

Tanzania Tea Authority (TTA) war eine 1968 gegründete staatliche Organisation in Tansania, die den Anbau und die Vermarktung von Tee kontrollierte. Die Vorgängerorganisation war das Tanganyika Tea Board, eine Tochtergesellschaft der Brooke Bond Africa Ltd.
Der Teeanbau begann in Tansania in der Region Tanga zu Beginn des 20. Jahrhunderts. Im Ort Amani wurde dazu von den deutschen Kolonialherren eine Forschungsstation gegründet. Erst 1926 kam es, jetzt unter Britischer Besatzung, zu nennenswerten Erträgen: Die Teeproduktion steigerte sich bis zur Unabhängigkeit Tansanias 1960 auf 3700 Tonnen (verkaufsfähige Ware). Das Tanganyika Tea Board war der Zusammenschluss der zu dieser Zeit ausschließlich wirtschaftenden Teeplantagen.
Mit der Unabhängigkeit war der Teeanbau vollständig in der Hand ausländischer Konzerne und kolonialer Siedler. Im Laufe der 1960er Jahre wurde der Markt geöffnet und es kamen kleinbäuerliche Betriebe hinzu. In der Saison 1963/64 wurden bereits 330 ha von sogenannten „Smallholders“ bewirtschaftet.
Hauptaufgabe für die Tanzania Tea Authority war die Bereitstellung von Land, die Bepflanzung, die Ausbildung und die Verarbeitung von Tee der kleinbäuerlichen Betriebe. 1992 gab es fast 30.000 Betriebe, von denen jeder durchschnittlich 30 Ar bewirtschaftbare Fläche hatte. Insgesamt wurden inzwischen 9000 Tonnen produziert. 1990 produzierte das Land insgesamt 19.000 Tonnen auf einer Gesamtfläche von 18.000 ha. Die Tanzania Tea Authority war für reibungslose Abläufe im Tansanischen Teemarktes verantwortlich, der zusammen mit Simbabwe in Afrika auf Platz 3 rangierte.
Drei Viertel der Anbauflächen befinden sich im sogenannten Südlichen Hochland der Region Iringa. Dort gibt es die folgende Verteilung des Teemarktes:
| Region  | Operating Company        | Weiterverarbeitung      | Produktion (to./Jahr) | Anbaufläche (ha) |
| ------- | ------------------------ | ----------------------- | --------------------- | ---------------- |
| Mufindi | Brooke Bond Tanzania Ltd | Lugoda, Kilima, Kibwele | 6644                  | 3152             |
| Mufindi | Mufindi Tea Company Ltd  | Itona                   | 1617                  |                  |
| Njombe  | Luponde Tea Estates Ltd  | Luponde                 | 380                   | 2482             |
| Njombe  | Tanzania Tea Authority   | Luponde                 | 973                   |                  |
| Rungwe  | Tanzania Tea Authority   | Mwakaleli, Katumba      | 2180                  | 4036             |
| Tukuyu  | Tukuyu Tea Estates Ltd   | Msekela, Chivanjee      | 2099                  | 1530             |

1968 wurde von der Regierung das Gesetz „Tea Ordinance Act“ verabschiedet, in dem in Kapitel 291 die Umwandlung des Tanganyika Tea Board in die Tanzania Tea Authority geregelt wurde. Insbesondere wurden den Kleinbauern besondere Vergünstigungen eingeräumt. Bis 1997 fand eine umfangreiche Reorganisation innerhalb der Tanzania Tea Authority statt, in der die Teeindustrie restrukturiert und die Satzung von der Regierung durch den Beschluss „Tea Act No. 3“ aufgehoben wurde. Stattdessen wurde für die Industrie der Tea Board of Tanzania (TBT) und für die kleinbäuerlich wirtschaftenden Unternehmer die Tanzania Smallholders Tea Development Agency (TSHTDA) eingerichtet.